# Lérinské ostrovy
Lérinské ostrovy (Îles de Lérins) je souostroví ve Středozemním moři, které patří k francouzskému departementu Alpes-Maritimes. Ostrovy mají celkovou rozlohu 2,5 km² a žije na nich okolo čtyřiceti stálých obyvatel. Byly osídleny již ve starověku, původními obyvateli byli Ligurové.
Souostroví tvoří dva hlavní ostrovy Île Sainte-Marguerite a Île Saint-Honorat a menší neobydlené ostrovy Îlot Saint-Ferréol a Îlot de la Tradelière. Dá se sem dostat lodí z Cannes, plavba trvá okolo dvaceti minut.
Největší ostrov Île Sainte-Marguerite je známý pevností Fort Royal, kde byl vězněn Muž se železnou maskou a která od roku 1978 slouží jako muzeum. Na ostrově Île Saint-Honorat se nachází klášter cisterciáckého řádu, který založil na počátku pátého století svatý Honoratus. Žil zde teolog Vincenc Lerinský.
Na ostrovech rostou převážně borovice pinie a blahovičníky. Provozuje se zde rybolov a vodní sporty. V okolním moři žije mořan příčnopruhý, kanic písmenkový a kněžík duhový.